# Antonio Zoboli
Antonio Zoboli (Partinico, 11 dicembre 1903 – 17 febbraio 1975) è stato un politico italiano, eletto nella III e IV legislatura alla Camera dei deputati.

## Biografia
Avvocato, esponente del Partito Comunista Italiano, viene eletto deputato nel 1958 per la III legislatura, conferma il proprio seggio a Montecitorio anche nel 1963 per la IV legislatura. Termina il proprio mandato parlamentare nel 1968.
Muore il 17 febbraio 1975 all'età di 71 anni.